# Káloz, Fejér
Káloz  este un sat în districtul Székesfehérvár, județul Fejér, Ungaria, având o populație de 2.396 de locuitori (2011). 

## Demografie
Componența etnică a satului Káloz
     Maghiari (97,2%)
     Romi (2,13%)
     Necunoscut (0,19%)
     Alții (0,47%)
Componența confesională a satului Káloz
     Romano-catolici (54,09%)
     Reformați (16,74%)
     Fără religie (6,76%)
     Necunoscută (21,83%)
     Alte religii (0,58%)
Conform recensământului din 2011, satul Káloz avea 2.396 de locuitori. Din punct de vedere etnic, majoritatea locuitorilor (97,2%) erau maghiari, cu o minoritate de romi (2,13%). Apartenența etnică nu este cunoscută în cazul a 0,19% din locuitori.  Din punct de vedere confesional, majoritatea locuitorilor (54,09%) erau romano-catolici, existând și minorități de reformați (16,74%) și persoane fără religie (6,76%). Pentru 21,83% din locuitori nu este cunoscută apartenența confesională.